# Kuriv, Halîci
Kuriv (în ucraineană Курів) este o comună în raionul Halîci, regiunea Ivano-Frankivsk, Ucraina, formată numai din satul de reședință.

## Demografie
Componența lingvistică a comunei Kuriv
     Ucraineană (99,32%)
     Alte limbi (0,68%)
Conform recensământului din 2001, majoritatea populației comunei Kuriv era vorbitoare de ucraineană (99,32%), existând în minoritate și vorbitori de alte limbi.